# Václav Srb
Václav Srb (* 1. August 1987) ist ein tschechischer Grasskiläufer. Er ist Mitglied der tschechischen Grasski-Nationalmannschaft, gewann zwei Medaillen bei Juniorenweltmeisterschaften und fuhr im Weltcup bisher einmal unter die besten fünf.

## Karriere
Srbs erstes Großereignis war die Juniorenweltmeisterschaft 2002 in Nové Město na Moravě. Hierbei kam er allerdings nur im Super-G als 26. ins Ziel, den Slalom und den Riesenslalom konnte er nicht beenden. Ein Jahr später fuhr er bei der Junioren-WM 2003 in Goldingen zweimal in die Top 10: Im Slalom wurde er Siebenter und mit Rang 27 im Super-G erreichte er Platz acht in der Kombinationswertung. Ende August 2003 bestritt er in Nové Město na Moravě seine ersten beiden Weltcuprennen. Dabei konnte er mit Rang 30 im Slalom seinen ersten Weltcuppunkt holen. Bei der Juniorenweltmeisterschaft 2004 in Rettenbach war Srbs einziges Ergebnis der sechste Platz im Super-G. Ende August nahm er wieder an den Weltcuprennen in Nové Město na Moravě teil und erreichte diesmal in den beiden Riesenslalom die Plätze 27 und 29. Bei der Junioren-WM 2005 kam der Tscheche nur im Riesenslalom ins Ziel und belegte Platz zwölf. An Weltcuprennen nahm er in der Saison 2005 nicht teil, sein bestes Resultat bei FIS-Rennen war der elfte Platz im Slalom von Rettenbach. Auch in der Saison 2006 bestritt Srb keine Weltcuprennen, als bestes Ergebnis bei FIS-Rennen erreichte er in diesem Jahr Platz fünf im Slalom von Traisen. Wie schon in den beiden Jahren zuvor erreichte Srb auch bei der Juniorenweltmeisterschaft 2006 in Horní Lhota u Ostravy nur in einem Rennen das Ziel, konnte sich diesmal aber über die Bronzemedaille im Super-G freuen.
Im Juni 2007 fuhr Srb mit Platz drei im Slalom von Traisen erstmals in einem FIS-Rennen auf das Podest. Anfang August gewann er bei der Juniorenweltmeisterschaft 2007 in Welschnofen die Bronzemedaille im Slalom und wurde Sechster im Super-G. Eine Woche später startete er im Riesenslalom von Čenkovice erstmals seit drei Jahren wieder in einem Weltcuprennen, fiel aber im zweiten Durchgang aus. Im September nahm er an der Weltmeisterschaft 2007 in Olešnice v Orlických horách teil. Hier erreichte er Platz elf im Slalom, Platz 14 im Super-G und jeweils Rang 18 im Riesenslalom sowie in der Super-Kombination. Zu Beginn der Weltcupsaison 2008 gelang ihm der 13. Platz in der Super-Kombination von Rettenbach. Im Juli nahm er auch an den Weltcuprennen in Čenkovice teil, kam aber in keinem der beiden ins Ziel. Im Gesamtweltcup belegte Srb Platz 34. In der Saison 2009 startete der Tscheche nur bei den beiden Weltcuprennen in Čenkovice, fiel jedoch wie im Vorjahr in beiden Wettbewerben aus. Bei der Weltmeisterschaft 2009 in Rettenbach belegte Srb Platz 26 im Super-G und Rang 27 im Riesenslalom. Im Slalom und in der Super-Kombination erreichte er nicht das Ziel. Am 4. Juli 2010 überraschte er mit dem fünften Platz im Slalom von Čenkovice – seinem besten Weltcupergebnis bisher. Nach den Wettbewerben in Čenkovice nahm er in der Saison 2010 nur noch an den Finalrennen in Italien teil, wo er dreimal unter die schnellsten 20 fuhr. Im Gesamtweltcup verbesserte er sich um fünf Plätze auf Rang 29, den er sich mit dem Österreicher Michael Krückel teilte.
Am 2. Juli 2011 erzielte Srb mit Platz zehn in der Super-Kombination von Olešnice v Orlických horách seine zweite Top-10-Platzierung im Weltcup. Die dritte folgte am 16. September mit Platz neun im Riesenslalom von Forni di Sopra. Im Gesamtweltcup der Saison 2011 belegte er Platz 25. An der Weltmeisterschaft nahm er in diesem Jahr nicht teil. In der Saison 2012 ging Srb nur bei den beiden Weltcuprennen in Předklášteří an den Start. Nach einem Ausfall und einer Disqualifikation blieb er jedoch ohne Ergebnis.
Von 2003 bis 2005 nahm Srb auch an mehreren FIS-Rennen im Alpinen Skisport teil, erreichte dabei aber nur Platzierungen um Rang 50.

## Erfolge

### Weltmeisterschaften
- Olešnice v Orlických horách 2007: 11. Slalom, 14. Super-G, 18. Riesenslalom, 18. Super-Kombination
- Rettenbach 2009: 26. Super-G, 27. Riesenslalom

### Juniorenweltmeisterschaften
- Nové Město na Moravě 2002: 26. Super-G
- Goldingen 2003: 7. Slalom, 8. Kombination, 27. Super-G
- Rettenbach 2004: 6. Super-G
- Nové Město na Moravě 2005: 12. Riesenslalom
- Horní Lhota u Ostravy 2006: 3. Super-G
- Welschnofen 2007: 3. Slalom, 6. Super-G

### Weltcup
- 3 Platzierungen unter den besten zehn